# シラコバト

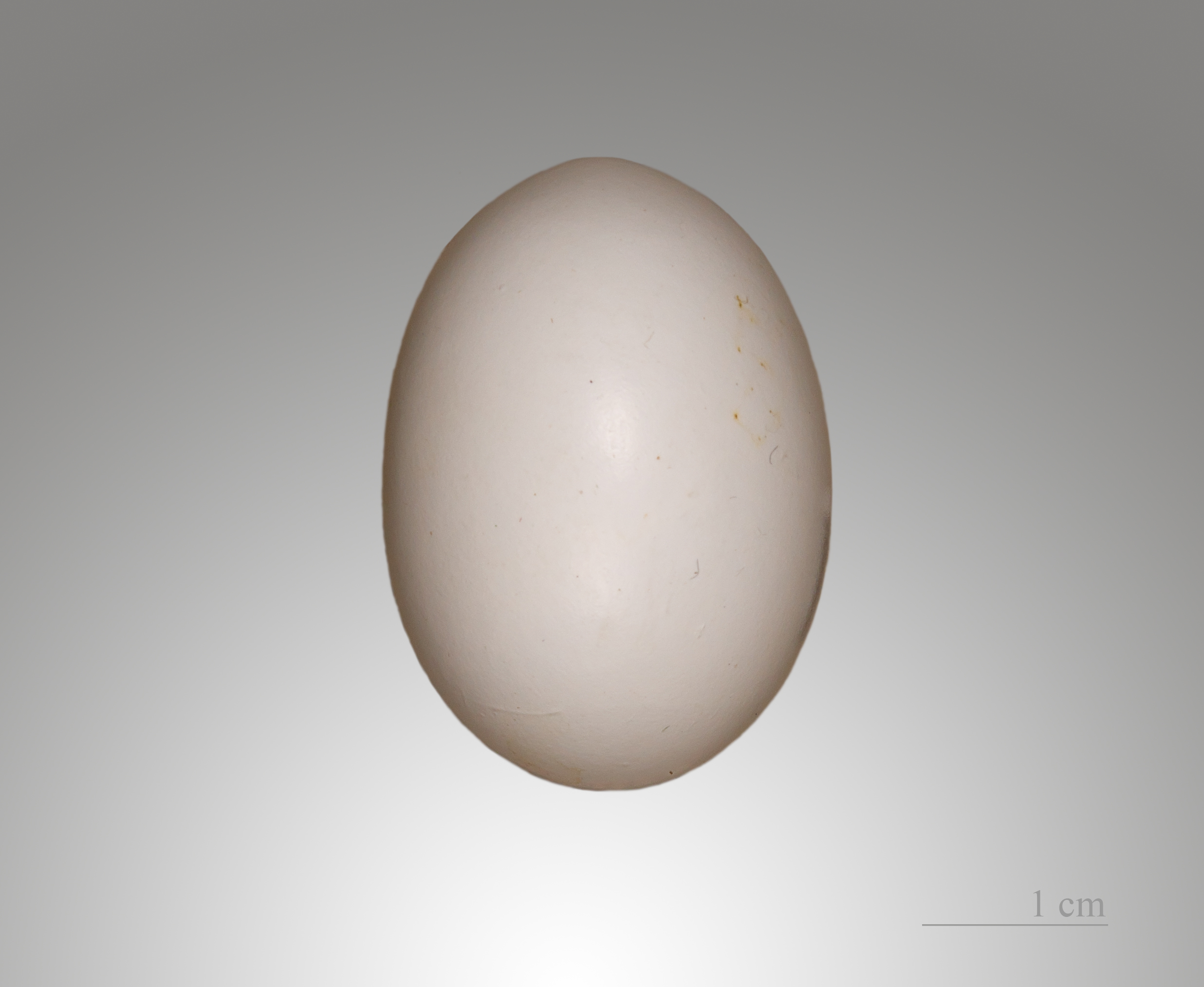
Streptopelia decaocto

シラコバト（白子鳩、学名：Streptopelia decaocto）は、ハト目ハト科キジバト属に分類される鳥類の一種。シラバト、ノバトなどとも呼ばれる。国指定天然記念物。
日本においては、埼玉県の県鳥、越谷市の「市の鳥」となっている。

## 形態
全長30cm前後（翼長約20cm、尾長約15cmほど）。淡灰褐色で、首の後ろに黒い輪状の線がある。雌雄同色。

## 分布
ユーラシア大陸や北アフリカなどに分布している。日本に生息する個体は江戸時代に外国から移入されたといわれる（もともと生息していたという説もある）。
国内では、主に埼玉県東部を中心に生息している。
第2次世界大戦後の乱獲により絶滅寸前となる。1956年（昭和31年）1月14日、「越ヶ谷のシラコバト」として、国の天然記念物に指定された。その成果もあり、最近は群馬県南部でも生息が確認された。これとは別に、山口県萩市の見島では朝鮮半島から飛来したと考えられる個体の観察記録が残る。

## 保全状態評価
- LEAST CONCERN (IUCN Red List Ver. 3.1 (2001))
- 絶滅危惧IB類 (EN)（環境省レッドリスト）[5]
- 日本国指定の天然記念物（「越ヶ谷のシラコバト」） - 1956年指定

## 人間とのかかわり
1965年（昭和40年）11月3日、埼玉県の「県民の鳥」に指定された。1988年11月3日、越谷市の「市の鳥」に指定された。
埼玉県のマスコット「コバトン」「さいたまっち」や、埼玉県議会のマスコット「ポッポ」、埼玉県警察のマスコット「ポッポくん」「ポポ美ちゃん」のモチーフにもなっている。童謡『鳩ぽっぽ』は、その鳴き声をモチーフにしたとされている。
一方で飼料を餌にできる養鶏場の減少や鳥インフルエンザ対策での防鳥などにより埼玉県での推定生息数は1982年の1万羽から100羽程度に激減しており、埼玉県は飼育繁殖後の放鳥することを検討している。
シラコバト由縁の埼玉県の施設としては越谷市とさいたま市岩槻区にまたがるしらこばと水上公園、さいたま市西区に埼玉県立大宮武蔵野高等学校（シラコバトが図案化された校章が用いられ、校歌にも歌われている）がある。また、越谷市のキャンベルタウン野鳥の森では、2008年8月1日より雄雌2羽ずつ計4羽の展示が行われている。また、東松山市の埼玉県こども動物自然公園では2009年4月から展示を行い、繁殖に努めている。さいたま市大宮区の大宮公園小動物園にも、2010年8月29日から雄雌2羽ずつ計4羽が埼玉県こども動物自然公園から贈られて展示を開始したが、2011年10月から埼玉県の研究機関で飼育していた25羽を譲り受け、フライングケージ内での展示が行われている。
2019年2月に公開された映画『翔んで埼玉』にも東京都民に紛れ込んだ埼玉県民を判別するための踏み絵として、シラコバトが描かれた草加せんべいが登場している。

## 関連文献
- 埼玉県教育委員会『天然記念物緊急調査報告 越ケ谷のシラコバト』浦和〈埼玉県史跡名勝天然記念物調査報告書 ; 第3集〉、1982年3月。全国書誌番号:83016057。